# Aspila turbata
Aspila turbata là một loài bướm đêm trong họ Noctuidae.